# Arthur Portelance
Arthur Portelance, né le 19 mars 1928 et mort le 27 novembre 2008, est un homme d'affaires, représentant de commerce et homme politique fédéral du Québec.

## Biographie
Né à Montréal, Arthur Portelance sert comme député du Parti libéral du Canada dans la circonscription de Gamelin pendant cinq mandats consécutifs. Il remporta ses premières élections en 1968 en défaisant le progressiste-conservateur et ancien conseiller législatif du Québec Marcel Faribault et contre le néo-démocrate et futur ministre péquiste Denis Lazure. Réélu en 1972, 1974, 1979 et en 1980, il ne se représenta pas en 1984.
Durant sa carrière politique, il fut secrétaire parlementaire du ministre de la Main-d'œuvre et de l'Immigration de 1975 à 1977.